# Muzeum im. Jana Dzierżona w Kluczborku
Muzeum im. Jana Dzierżona w Kluczborku – to samorządowa instytucja muzealna, zajmującą się gromadzeniem, konserwacją, opracowaniem i udostępnianiem dóbr kultury z terenu ziemi kluczborskiej i północnej części województwa opolskiego w zakresie archeologii, historii i etnografii, ze szczególnym uwzględnieniem pszczelarstwa gromadzonego z terenu całego kraju.
Na uwagę zasługuje oddzielna kolekcja, którą jest zbiór dzierżonowski, czyli pamiątki po księdzu Janie Dzierżonie (1811–1906), twórcy nowoczesnego pszczelarstwa i patronie placówki. W muzeum gromadzone są również dokumenty dotyczące aktualnych wydarzeń w regionie, pomocnicze zbiory wystawiennicze, a w archiwum muzealnym – ikonografia pszczelarska oraz dokumentacja fotograficzna dotycząca muzeum i regionu. Wizytówką muzeum jest położony przed budynkiem pawilon, w którym znajduje się kolekcja współczesnych uli figuralnych wykonanych przez artystów ludowych i rzeźbiarzy amatorów z całego kraju.

## Historia
Muzeum w Kluczborku zostało otwarte w 1959 roku jako oddział Muzeum Śląska Opolskiego w Opolu. W 1962 roku przekształcone zostało w muzeum regionalne. Na swoją siedzibę otrzymało użytkowany do dziś budynek, który został wzniesiony na fundamentach zamku stojącego przy murach miejskich, niedaleko tzw. Bramy Polskiej (Krakowskiej). Przylegająca do budynku od strony południowej dawna baszta zamkowa została w 1907 roku przebudowana na wieżę ciśnień.

## Patron
Patronem placówki jest ksiądz doktor Jan Dzierżon znany jako odkrywca praw rządzących rozwojem rodziny pszczelej oraz jako pszczelarz praktyk, popularyzator, społecznik i naukowiec. Odkrył zasadę konstrukcji ula z ruchomą zabudową, tzw. snoza oraz odkrył wśród pszczół zjawisko dzieworództwa.

## Budynek
Placówka mieści się w dwupiętrowym budynku, z wysokim poddaszem, postawionym na planie prostokąta o wygiętych dłuższych bokach. Jego fundamenty i przyziemie są przedłużeniem miejskiego muru obronnego, którego zachowane fragmenty przylegają od południa do wieży. Budynek stoi poprzecznie w stosunku do obecnie biegnącej pod nim ulicy, wychodzącej z północno-wschodniego narożnika rynku. Pod koniec XIII wieku istniał tu dwór książęcy, a pierwszy murowany zamek powstał prawdopodobnie pod koniec XIV wieku. W 1590 roku książę brzeski postawił piętrową budowlę o gotyckich oknach. Pod koniec XVII wieku zamek uległ ruinie, a w 1720 roku przebudowany został na siedzibę administracji kluczborskich dóbr cesarskich. W 1854 roku dobudowano drugą kondygnację, w której początkowo mieścił się urząd skarbowy, a później sąd. W 1907 roku wieża zamkowa została przebudowana na wieżę ciśnień, otrzymując nowy dwustopniowy dach namiotowy. W latach 1931–1932 wyburzono fragmenty części dolnej budynku, zwanego wówczas dawnym zamkiem, by poprowadzić pod nim ulicę, która obecnie jest ulicą wylotową z miasta w kierunku wschodnim (ulicą dojazdową do DK11).
 Budynek wpisany jest do rejestru zabytków pod nr rej.: A-61/2008 z 11.03.2008

## Wystawy stałe

### Pszczelarstwo dawne i nowe
Wystawa „Pszczelarstwo dawne i nowe” przedstawia czasy dawne aż do współczesności w hodowli pszczół, ze szczególnym uwzględnieniem działalności i roli ks. Dzierżona. Można tu zobaczyć jeden z najstarszych zabytków pszczelarskich w Polsce i w Europie, tzw. barć odrzańską. Jest to fragment drzewa bartnego wydobytego z dna Odry, którego pochodzenie datowane jest na X wiek. Ponadto prezentowane są ule pniowe (stojaki i leżak), ule słomiane, narzędzia i sprzęt pszczelarski, pochodzące z różnych regionów Polski.
Warte uwagi są ule figuralne, przedstawiające postacie świętych, a pochodzące z terenów południowej części województwa opolskiego. W sali poświęconej patronowi muzeum znajdują się ule z pasieki Dzierżona w Łowkowicach (bliźniak) i Karłowicach (czworak), meble, dyplomy nadań członkostwa honorowego przez związki pszczelarskie, książki teologiczne i pszczelarskie, medale i honorowe wyróżnienia w formie wieńców laurowych.

### Współczesne ule figuralne
Wystawa „Współczesne ule figuralne” przedstawia ule wykonane przez artystów ludowych i rzeźbiarzy – amatorów z całego kraju w latach 70. i 80. XX wieku. Prezentowana ona jest w pawilonie przed budynkiem muzeum.

### Ule
W czerwcu 2006 roku, na tyłach budynku, utworzona została wystawa plenerowa „Ule”, która została częściowo sfinansowana ze środków Unii Europejskiej i budżetu państwa. Wystawa przedstawia rozwój uli – od pniowych do skrzynkowych – przy jednoczesnym obsadzeniu terenu różnorodnymi roślinami, w tym miododajnymi.

## Wystawy czasowe
Muzeum w Kluczborku korzystając z ekspozycji gościnnych organizuje wystawy czasowe, 2-3 miesięczne. Najciekawsze ostatnio zorganizowane to:
- Kaźń profesorów lwowskich. Wzgórza Wuleckie 1941 – wystawa ukazuje m.in. zdjęcia zamordowanych w 1941 roku naukowców oraz ich biogramy,
- Kluczbork dawniej i dziś,
- Karty do gry – historia i współczesność – wystawa z prywatnej kolekcji p. Andrzeja Kalandyka (mieszkańca Kluczborka),
- Pojazdy II wojny światowej w miniaturze – zaprezentowanych zostało ponad 250 modeli pojazdów i postaci uczestniczących w II wojnie światowej,
- Dzieje papieru i papiernictwa,
- Malarstwo Piotra Kachnego – artysty urodzonego w Kluczborku, którego malarstwo, jak i fotografia przedstawia głównie postacie ludzkie,
- Tkanina cepeliowska,
- Pojazdy PRL-u w miniaturze – kolekcja liczyła ponad 200 modeli samochodów wykonanych w skali 1:43[6].

## Podział administracyjny muzeum

### Pamiątki Dzierżonowskie
Osobną kolekcję stanowią pamiątki i zbiory dzierżonowskie. Obejmują one m.in.:
- rękopisy Jana Dzierżona w języku polskim i niemieckim,
- dyplomy odznaczeń państwowych i nadań honorowego członkostwa związków pszczelarskich, medali i nagród,
- medale i odznaczenia honorowe,
- publikacje pszczelarskie,
- listy od pszczelarzy, organizacji pszczelarskich, redakcji gazet i wydawnictw,
- ule,
- fotografie rodzinne,
- meble i inne pamiątki.

### Dział Historii
Dział ten gromadzi zabytki archiwalne, dokumenty związane z regionem oraz wytwory kultury materialnej minionych okresów historycznych. Zbiory historyczne są różnorodne:
- starodruki,
- numizmaty,
- militaria,
- wyroby rzemiosła.

Muzeum posiada w swych zbiorach, jak i nadal gromadzi materiały ikonograficzne i dokumenty z życia teraźniejszego Ziemi Kluczborskiej.

### Dział Archeologii
Dział „Archeologii” obejmuje zabytki, głównie znalezione w wyniku własnych badań archeologicznych prowadzonych na terenie gmin: Kluczbork, Byczyna i Wołczyn. Datowane są one od około 8000 roku p.n e. (środkowa epoka kamienia) do przełomu XVII/XVIII wieku.

### Dział Etnografii
Zajmuje się gromadzeniem zabytków kultury ludowej Ziemi Kluczborskiej i obszarów przyległych. Są to m.in.:
- stroje kobiece,
- elementy wyposażenia mieszkań,
- narzędzia używane w gospodarstwie domowym związane z przygotowaniem pożywienia, utrzymaniem czystości i obróbką surowców.

Dużą część zbiorów stanowią zabytki pszczelarstwa z terenu całego kraju, szczególnie z obszaru Śląska.